# Költség
A költség fogalmát a gazdaságtudományok többféleképpen határozzák meg. Két leggyakoribb definíciója a következő:
1. Szűkebb értelemben a költség a gazdasági tevékenység során felhasznált termelési tényezők pénzben kifejezett értéke.
2. Tágabb értelemben a költség a gazdasági tevékenység – és közvetve a nyereségszerzés – érdekében „feláldozott” haszon (általában pénzösszeg). Ez a költségfogalom az előzőt is magában foglalja, egyben közelebb áll a szó köznyelvi jelentéséhez.

Amennyiben nem gazdasági folyamatról van szó, hanem a folyamat egy részéről (pl. beruházás), úgy beszélhetünk beruházási ktg.-ről, üzemi költségről, fenntartási, karbantartási ktg.-ről, ill. életciklus végén bontási, hulladékmentesítési, újrahasznosítási ktg.-ről. A teljes életciklus alatti költségeket az életciklus költség elemzés tartalmazza (LCA, ill. LCC, a tétel teljes élete során felmerülő költség, ISO szabványkatalógusban: Termék Élettartam 13.020.60 szám alatt).

## A költség a mikroökonómiában
A mikroökonómiai termeléselméletben használatos modell szerint a vállalatok célja profitjuk maximalizálása, ezáltal összköltségük minimalizálása. A vállalati összköltség jele TC (Total Cost). Az összköltséget (más költségfajtákhoz hasonlóan) a vállalat által előállított javak kibocsátásának függvényében is felírhatjuk: {\displaystyle C(y_{1},y_{2},...,y_{n})\,}. (Gyakori egyszerűsítés, hogy csak egy jószág van, ekkor {\displaystyle C(y)\,}.)
Fontos megállapítás, hogy a profitmaximalizáló tényezőkombináció egyben az adott kibocsátási szinten költségminimalizáló is, valamint hogy az összköltségfüggvény – a termelési függvényhez hasonlóan – minden információt hordoz a vállalat technológiájáról. Ennek oka a profitmaximalizálási és a költségminimalizálási feladat kettőssége.

## A költség a vállalat-gazdaságtanban és a számvitelben
A vállalat-gazdaságtan és a számvitel élesen szétválasztja a költség, a ráfordítás és a kiadás fogalmát; ráfordítás alatt minden olyan tételt értenek, ami a vállalkozások eredményét csökkenti, kiadás alatt pedig a ténylegesen felmerült kifizetéseiket. A lehetőségköltség (lásd lejjebb) kivételével minden költség ráfordítást jelent és előbb vagy utóbb kiadással jár, de fordítva ez a megállapítás már nem áll fenn. Például ha a vállalkozás egy általa korábban felvett hitelt fizet vissza, akkor a tőketörlesztés kiadás, a fizetett kamat pedig kiadás és ráfordítás is egyben (hiszen csökkenti az eredményt); de egyik sem tekinthető költségnek, mert nem kapcsolódik termelési tényező felhasználásához.
A számvitelben (és néha a vállalat-gazdaságtanban is) a költséget a felhasznált termelési tényezők bekerülési értékének (kissé pontatlanul leegyszerűsítve: vételárának) segítségével számítjuk ki. Ez ellentétes a mikroökonómiai szemlélettel, ahol a tényezők piaci értéke a mérvadó. (Igaz, a termeléselmélet modelljében feltételezzük, hogy a tényezőpiacok egyensúlyban vannak, így a két érték egybeesik – de a valóságban persze többnyire nem így van.)

### Önköltségszámítás
Részletesebb leírását lásd az Önköltségszámítás című szócikkben.
Az önköltségszámítás olyan tevékenység, amelynek során a vállalat meghatározza egy általa előállított termék vagy szolgáltatás egységére jutó költséget, a termék/szolgáltatás önköltségét. Az önköltség a termékhez (szolgáltatáshoz) kapcsolódó közvetlen költségek és a felosztott közvetett költségek összegeként adódik. (A közvetett és közvetlen költségek definícióját lásd lejjebb.)
Az önköltségszámításra egyebek mellett azért van szükség, mert a Számviteli törvény alapján a saját termelésű készleteket a vállalkozásoknak (közvetlen) önköltségen kell nyilvántartaniuk. Ugyanez a törvény előírja, hogy a vállalkozásoknak az önköltségszámítás rendjére vonatkozó belső szabályzatot kell készíteniük.
Az önköltségszámítás legnagyobb hátránya, hogy a közvetett költségeknek az előállított termékek (szolgáltatások) közötti felosztása alapvetően önkényesen történik, így előfordulhat, hogy a kapott önköltség nem mutatja meg a termék (szolgáltatás) valódi értékét.

## A költségek csoportosítása

### Lehetőségköltség
Részletesebb leírását lásd a Lehetőségköltség című szócikkben.
A lehetőségköltség (alternatívaköltség, angol opportunity cost) különleges költség, amely abból adódik, hogy egy gazdasági tevékenység választásakor lemondunk más, ugyancsak nyereséggel kecsegtető lehetőségekről, alternatívákról. Például ha elhatározzuk, hogy 3 évre 10 millió forintot fektetünk be egy vállalkozásba, akkor erre az időre lemondunk minden más befektetési lehetőségről (például a pénz bankba helyezéséről és kamatoztatásáról vagy más vállalatokba való helyezéséről).
A lehetőségköltség számításakor mindig a legjobb kieső alternatívát kell figyelembe venni. Ha például ez egy 3 évre szóló 10%-os kamatlábú bankbetét lett volna (kamatos kamatozással, egyéb költségek nélkül), akkor befektetésünk lehetőségköltsége a banktól kapott kamat:
A mikroökonómia a számvitellel (és általában a vállalat-gazdaságtannal) ellentétben a lehetőségköltséget is a vállalati költségek közé sorolja.

### Változó és állandó költségek
Változó költségek azok a költségek, amelyeknek az értékére hatással van a vállalati kibocsátás. Ezzel szemben az állandó költségek vagy fix költségek konstans értékek, tehát függetlenek a kibocsátástól. A költségek ilyen jellegű felbontása mind a mikroökonómiában, mind a vállalat-gazdaságban és a számvitelben nagy jelentőséggel bír.
A termeléselmélet modellje szerint állandó költségek csak rövid távon fordulhatnak elő, ugyanis azokhoz a termelési tényezőkhöz kapcsolódnak, amelyekből a felhasznált mennyiséget a vállalat rövid távon nem tudja megváltoztatni (ilyen lehet például egy gyárépület mérete vagy egy nagy gép kapacitása). Hosszú távon azonban minden tényező változtatható, így ezek a költségek is a kibocsátás függvényeivé, változó költségekké válnak.
A két nagy csoport mellett előfordulhatnak még majdnem-állandó költségek is. Ezek 0 kibocsátási szinten 0-val egyenlők, más esetekben pedig konstans értéket vesznek fel. Jó példa erre egy üzemcsarnok kivilágítása: ha a csarnokban nem folyik termelés, akkor ott nincs szükség világításra, ha viszont már van termelés, akkor ugyanannyit kell világítani, függetlenül a kibocsátás mértékétől.

### Határköltség
A határköltségfüggvény definíció szerint az összköltségfüggvény első deriváltja. Kicsit pontatlanul fogalmazva a határköltség azt mutatja meg, hogy mennyivel növeli az összköltséget egy pótlólagos jószágegység kibocsátása.
A határköltségfüggvény a termeléselmélet modelljében a vállalatok profitmaximalizálása során jut fontos szerephez.

### Átlagköltségek
Átlagköltségnek vagy fajlagos költségnek (jele AC) egy „átlagos” kibocsátott jószágegységre jutó költséget nevezünk. Egyjószágos modellben az átlagköltség az összköltség és a kibocsátás hányadosaként határozható meg:
Beszélhetünk átlagos (fajlagos) változó költségről és átlagos (fajlagos) fix költségről is.

### Közvetlen és közvetett költségek
A számvitelben és a vállalat-gazdaságtanban közvetlen költségnek hívjuk mindazt a költséget, amelynél meghatározható, hogy a vállalat által előállított melyik termékhez vagy szolgáltatáshoz és milyen mértékben kapcsolódik. Ilyen lehet például az alapanyagok beszerzési költsége.
Közvetett költség ennek megfelelően minden olyan költség, amely nem áll közvetlen összefüggésben egyetlen, a vállalat által gyártott termékkel vagy szolgáltatással sem. Ilyenek például a vállalat fűtési költségei.

### Beszerzési, termelési és értékesítési költségek
A költségeket természetesen aszerint is csoportosíthatjuk, hogy a vállalati tevékenység mely fázisában (beszerzés, termelés, értékesítés) merültek fel.

### További csoportosítás a számvitelben
A tető költségeket számviteli elszámolásuk során további szempontok szerint is csoportosítjuk, például:
- Költségnemek (megjelenési forma) szerint, ha azt vizsgáljuk, hogy a költség milyen tényező felhasználásához kapcsolódik. Ekkor beszélhetünk:
  - anyagjellegű költségekről – anyagköltség, igénybe vett szolgáltatások költségei, egyéb szolgáltatások költségei;
  - személyi jellegű költségekről – bérköltség, személyi jellegű egyéb kifizetések, bérjárulékok;
  - értékcsökkenési leírásról,
  - egyéb költségekről.
- Költséghelyek és költségviselők (elszámolhatóság módja) szerint: ez tulajdonképpen a közvetlen költség–közvetett költség megkülönböztetésen alapul, a közvetlen költségek költségviselő szerint (vagyis ahhoz a termékhez/szolgáltatáshoz, amihez a költség kapcsolható), a közvetettek pedig költséghely szerint (ahhoz a helyhez, ahol a költség felmerült, például üzem, központi irányítás stb.) kerülnek elszámolásra.

A Számviteli törvény a vállalkozásokra bízza annak eldöntését, hogy a költségeiket csak költségnemek, vagy költségnemek és költséghelyek–költségviselők szerint tartják-e nyilván.